# Cuolm da Latsch
Cuolm da Latsch är en bergstopp i Schweiz.   Den ligger i regionen Albula och kantonen Graubünden, i den östra delen av landet, 180 km öster om huvudstaden Bern. Toppen på Cuolm da Latsch är 2 296 meter över havet, eller 208 meter över den omgivande terrängen. Bredden vid basen är 2,3 km.
Terrängen runt Cuolm da Latsch är huvudsakligen bergig, men åt nordost är den kuperad. Närmaste större samhälle är St. Moritz, 18,0 km söder om Cuolm da Latsch. 
Trakten runt Cuolm da Latsch består i huvudsak av gräsmarker. Runt Cuolm da Latsch är det mycket glesbefolkat, med 3 invånare per kvadratkilometer.